# Concord (Missouri)
Concord é uma Região censo-designada localizada no estado americano do Missouri, no Condado de St. Louis.

## Demografia
Segundo o censo americano de 2010, a sua população era de 16.421 habitantes.

## Geografia
De acordo com o United States Census Bureau tem uma área de 14,3 km², dos quais 14,3 km² cobertos por terra e 0,0 km² cobertos por água.

## Localidades na vizinhança
O diagrama seguinte representa as localidades num raio de 4 km ao redor de Concord.